# Ludger Lemieux
Ludger Lemieux, né le 9 février 1872 à West Farnham et mort le 27 octobre 1953 à Montréal, est un architecte québécois.

## Biographie
Ludger Lemieux est né le 9 février 1872 à West Farnham, au Québec. Il étudie l'architecture à l'Université McGill de Montréal. En 1897, il s'associe avec Joseph Honoré Macduff (1869-1918) dans la firme d'architectes Macduff & Lemieux. Après la mort de Macduff en 1918, Lemieux pratique individuellement jusqu'en 1931. En 1931, il s'associe à son fils Paul Marie Lemieux (1902-1968) dans la firme Ludger & Paul M. Lemieux. Ludger Lemieux meurt le 27 octobre 1953 à Montréal. Son fils Paul Marie continue la pratique jusqu'à sa retraite en 1966.

## Œuvres

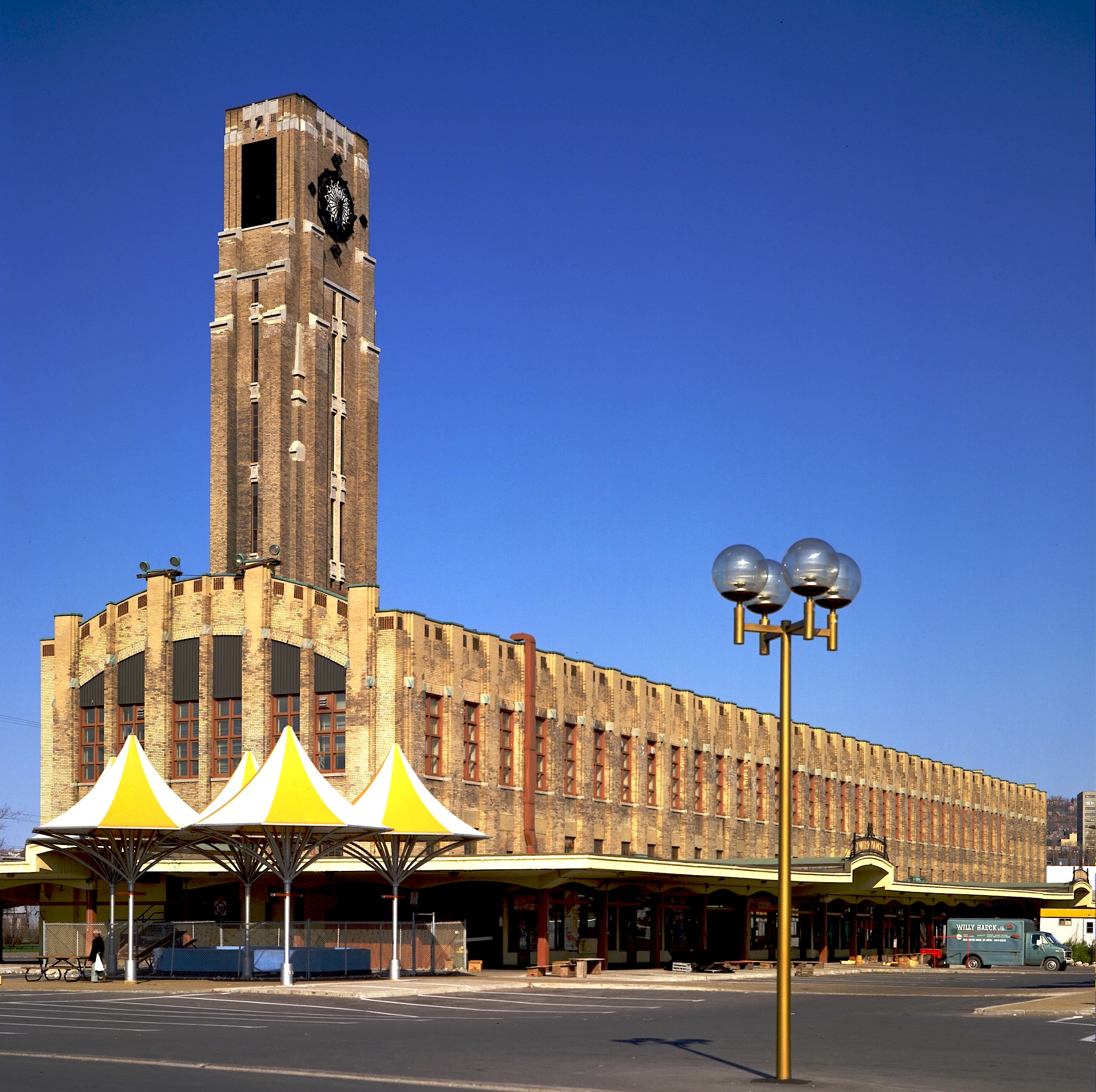
Le marché Atwater, à Montréal

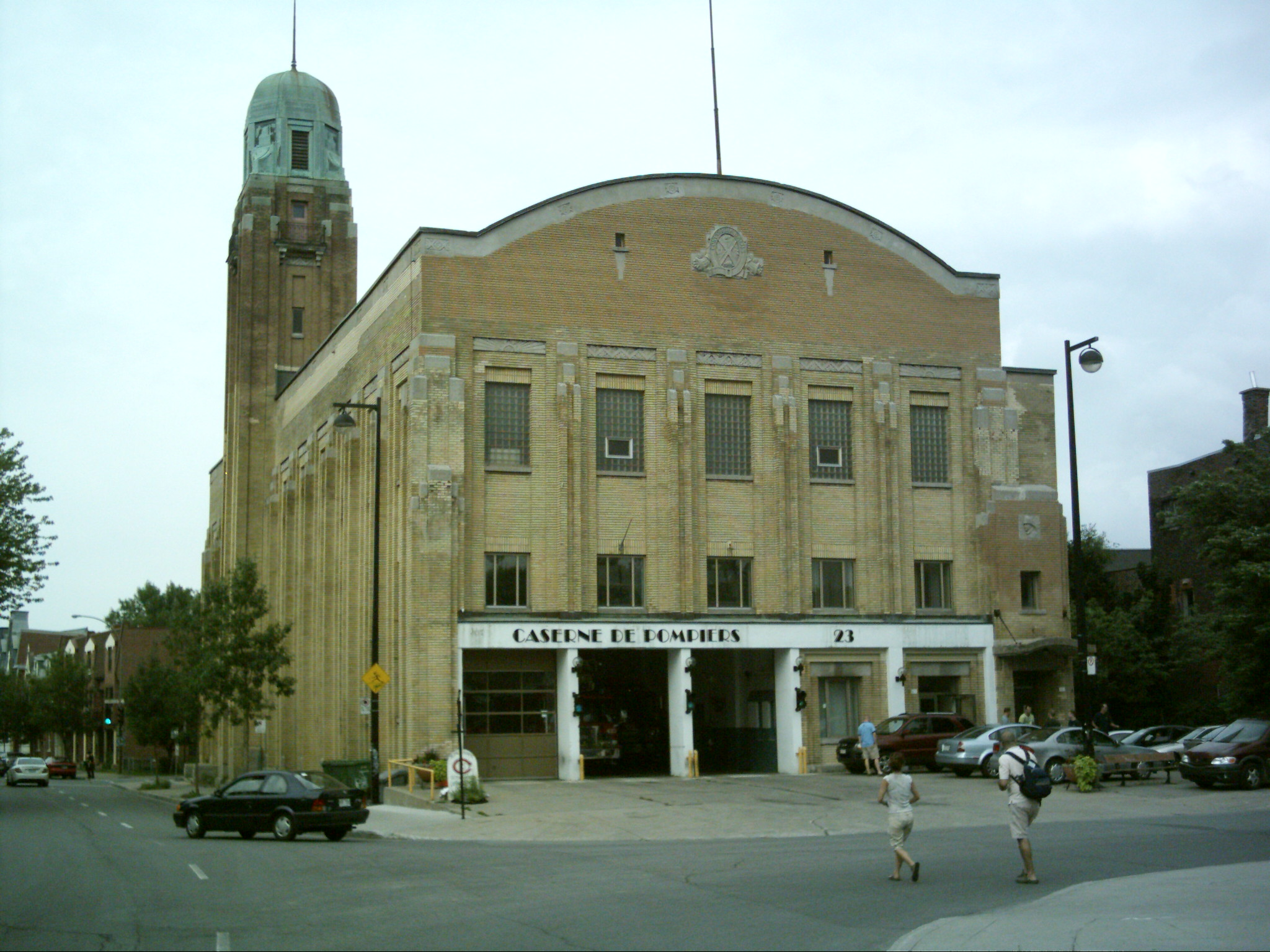
La caserne de pompiers de Saint-Henri, à Montréal

Au cours de sa carrière, Ludger Lemieux a contribué à plus de 500 projets architecturaux de bâtiments industriels, commerciaux, religieux, résidentiels, récréatifs et gouvernementaux.
Un fonds d'archives Ludger et Paul M. Lemieux est conservé au Centre canadien d'architecture.